# Od výčepu k baru (live 1987/1989)
Od výčepu k baru (live 1987/1989) je hudební album s živou nahrávkou z koncertů pražské hudební skupiny Psí vojáci. Album bylo vydáno na CD 6. listopadu 2021 u hudebního vydavatelství Guerilla Records a obsahuje záznamy z koncertů v pražském Junior klubu Na Chmelnici (24. ledna 1988), brněnském Lidovém domě Musilka (4. února 1989) a brněnském Klubu Leitnerova (30. listopadu 1987).

## Seznam písní
| Od výčepu k baru (live 1987/1989) | Od výčepu k baru (live 1987/1989) | Od výčepu k baru (live 1987/1989) | Od výčepu k baru (live 1987/1989) |
| Pořadí                            | Název                             | Nahráno                           | Délka                             |
| --------------------------------- | --------------------------------- | --------------------------------- | --------------------------------- |
| 1.                                | Sbohem a řetěz                    | Na Chmelnici                      | 3:50                              |
| 2.                                | V koupelně je vana                | Na Chmelnici                      | 5:03                              |
| 3.                                | Přišel jsem z práce               | Na Chmelnici                      | 11:49                             |
| 4.                                | Žiju                              | Na Chmelnici                      | 3:12                              |
| 5.                                | Pojď do průjezdu                  | Na Chmelnici                      | 4:40                              |
| 6.                                | Russian mystic pop op. I.         | Na Chmelnici                      | 5:40                              |
| 7.                                | Psychokiller                      | Na Chmelnici                      | 5:15                              |
| 8.                                | Bílá a studená                    | Na Chmelnici                      | 3:15                              |
| 9.                                | Žiletky                           | Na Chmelnici                      | 5:04                              |
| 10.                               | Šeptáme si na rohu                | Musilka                           | 4:12                              |
| 11.                               | Vymeť mě koštětem                 | Musilka                           | 4:29                              |
| 12.                               | Russian mystic pop op. IV.        | Musilka                           | 7:18                              |
| 13.                               | V září už nikdy netanči           | Musilka                           | 6:02                              |
| 14.                               | Jen se tak projdi po městě        | Klub Leitnerova                   | 3:52                              |
| Celková délka:                    | Celková délka:                    | Celková délka:                    | 73:42                             |